# Катаока Ситиро
Катаока Ситиро (яп. 片岡 七郎 Катаока Ситиро:, 12 января 1854 — 11 января 1920) — адмирал Императорского флота Японии.

## Биография
Родился в самурайской семье в княжестве Сацума (в настоящее время префектура Кагосима). В 1871 году Катаока поступил в третий класс Военной академии Императорского флота Японии и служил мичманом на корвете «Цукуба».
Катаока сопровождал принца Фусими Хироясу по Германии, когда учился там по обмену. За 18 месяцев за рубежом он освоил до беглого уровня владения немецкий, французский и английский языки и получил высокие оценки в своём классе. В дальнейшем он учился вместе с будущим адмиралом Ямамото Гомбэем на борту германских кораблей «Винета» и «Лейпциг» в 1877—1878 годах.
В 1881—1886 годах он служил в звании лейтенанта в различных должностях, 20 июня 1882 года он занял первую командную должность на корвете Тенрю. Два года Катаока прослужил инструктором в военно-морской академии. В 1889 году он вернулся в Германию для дальнейшего обучения. По завершении обучения Катаока был направлен в Берлин, где занял пост военно-морского атташе, его первой обязанностью было оказание помощи принцам Хигасифусими Ёрито и Ямасира Кикумаро во время их путешествия по Европе. После начала первой японо-китайской войны Катаока был отозван в Японию.
В первые месяцы войны Катаока получил назначение но вскоре был переведён на боевую службу: возглавил корвет «Конго» а потом крейсер «Нанива» в ходе экспедиции на Пескадорские острова и захвата Тайваня в период с конца 1894 года до начала 1895 года.
После войны Катаока занимал различные посты на море и на берегу. В 1899 году он был повышен в звании до контр-адмирала, а в 1903 году получил звание вице-адмирала. Он отказался от постов генерал-резидента Кореи и генерал-губернатора Тайваня, заявив, что как военный моряк не может решать территориальные вопросы. На самом деле он вообще не интересовался политикой.
В начале русско-японской войны Катаока возглавил третий флот, получивший название «Забавный флот» поскольку он представлял из себя пёструю коллекцию устаревших кораблей. Несмотря на это Катаока заслужил отличие в ходе битвы в Жёлтом море, командуя пятым и шестым боевыми дивизионами (сам он поднял флаг на крейсере «Ниссин») и позднее в ходе Цусимского сражения (на борту крейсера «Ицукусима»). Он также возглавил военно-морскую экспедицию по захвату острова Сахалин перед подписанием Портсмутского договора.
Через год после войны Катаока возглавил департамент кораблей военно-морского министерства. В 1907 году Катаока получил титул дансяку (барон) согласно системе кадзоку и был произведён в полные адмиралы. В 1910 году он стал командующим первого флота, но на следующий год его фамилия была внесена в список резервистов.
Катаока жил на пенсии до своей кончины в 1920 году. Его могила находится на токийском кладбище Тама.